# Zimai járás
A Zimai járás (oroszul Зими́нский райо́н) Oroszország egyik járása az Irkutszki területen. Székhelye Zima.

## Népesség
- 1989-ben 15 833 lakosa volt.
- 2002-ben 14 420 lakosa volt.
- 2010-ben 13 383 lakosa volt, melyből 12 605 orosz, 297 csuvas, 201 ukrán stb.